# Бързи и яростни: Хобс и Шоу
„Бързи и яростни: Хобс и Шоу“ (на английски: Hobbs & Shaw) е американска екшън комедия от 2019 г., режисиран от Дейвид Лийч, и написан от Крис Морган и Дрю Пиър. Това е част (spin-off) от поредицата „Бързи и яростни“, която е съсредоточена около главните герои Люк Хобс и Декард Шоу. Във филма участват Дуейн Джонсън, Джейсън Стейтъм, Идрис Елба и други. Деветата част на поредицата се очаква да излезе на 28 май 2021 г. под името F9
Филмът е официално обявен през октомври 2017 г. Лийч се съгласява да режисира през април 2018 г., а Ванеса Кърби и Идрис Елба се присъединяват към актьорския състав през юли същата година. Заснемането на филма започва през септември и продължава до януари 2019 г., като се провежда основно в Лондон и Глазгоу.

## Актьорски състав
- Дуейн Джонсън като Люк Хобс
- Джейсън Стейтъм като Декард Шоу
- Идрис Елба като Брикстън Лор
- Ванеса Кърби като Хати Шоу
- Хелън Мирън като Магдалин Шоу

## Възприемане

### Приходи
До 7 октомври 2019 г. филмът е натрупал 173,8 милиона щатски долара в САЩ и Канада, както и 585,1 милиона долара в други страни, като общата сума възлиза на 758,9 милиона щатски долара. Бюджетът на филма е 200 милиона долара, а други 160 милиона долара са използвани за маркетинг.

### Мнението на критиците
В Rotten Tomatoes филмът е с рейтинг на одобрение от 66% въз основа на 238 отзива, със средна оценка 6,1/10. Критиците в уебсайта гласят: „Бързи и яростни: Хобс и Шоу не се представя толкова добре, както останалите части на „Бързи и яростни“, но компенсира с добро съчетание на звезди и невероятни екшън сцени.“